# Droga wojewódzka 328

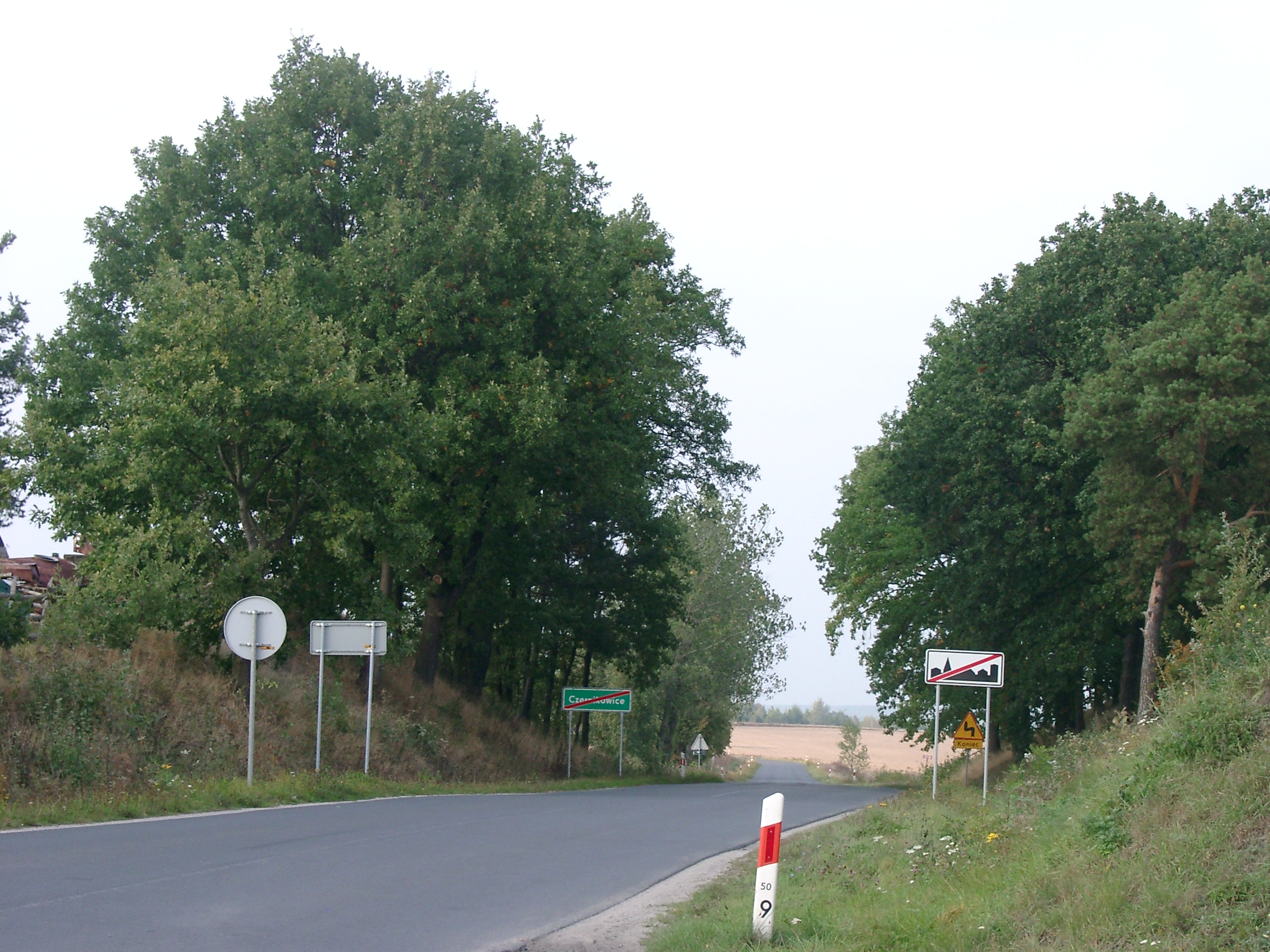
DW 328 in Czernikowice in Fahrtrichtung Chocianów

Die Droga wojewódzka 328 ist eine Woiwodschaftsstraße in den polnischen Woiwodschaften Lebus und Niederschlesien. Die Straße beginnt in Nowe Miasteczko (Neustädtl) und verläuft über Chojnów (Haynau) und Złotoryja (Goldberg in Schlesien) nach Marciszów (Merzdorf im Riesengebirge), wo sie sich mit der Droga krajowa 5 trifft. In ihrem Verlauf trifft die Straße zudem auf die Droga krajowa 12, die Droga wojewódzka 331, die Droga wojewódzka 335, die Droga krajowa 94, die Autostrada A4, die Droga wojewódzka 363, die Droga wojewódzka 364, die Droga wojewódzka 365 sowie die Droga krajowa 3. Die DW 328 hat eine Gesamtlänge von 118 Kilometern.